# Koviče
Koviče (nemško Lukowitz) je naselje v Občini Bilčovs v Okraju Celovec-dežela na Koroškem v Avstriji.